# Кобылин-Божимы (гмина)
Кобылин-Божимы (пол. Kobylin-Borzymy) — сельская гмина (волость) в Польше, входит как административная единица в Высокомазовецкий повет Подляского воеводства. Население — 3475 человек (на 2011 год). Административный центр гмины — деревня Кобылин-Божимы.

## Демография
Данные по переписи 2011 года:
| Перепись            | Всего | Мужчины | Женщины |
| ------------------- | ----- | ------- | ------- |
| Всего               | 3475  | 1800    | 1675    |
| Городское население | 0     | 0       | 0       |
| Сельское население  | 3475  | 1800    | 1675    |

## Поселения
1. Вноры-Кужеле
2. Вноры-Ванды
3. Грабово-Колёня
4. Залесе-Лабендзке
5. Кежки
6. Клоски-Млыновента
7. Клоски-Свигоне
8. Кобылин-Божимы
9. Кобылин-Крушево
10. Кобылин-Кулешки
11. Кобылин-Лятки
12. Кобылин-Пенёнжки
13. Кобылин-Погожалки
14. Кобылин-Цешимы
15. Кропивница-Гайки
16. Кропивница-Рациборы
17. Кужины
18. Курово-Колёня
19. Маково
20. Милево-Забельне
21. Мойки
22. Нове-Гарбово
23. Пищаты-Коньчаны
24. Пищаты-Пётровента
25. Пщулчин
26. Сикоры-Бартковента
27. Сикоры-Бартычки
28. Сикоры-Войцеховента
29. Сикоры-Павловента
30. Сикоры-Пётровента
31. Сикоры-Томковента
32. Сикоры-Яновента
33. Старе-Вноры
34. Стыпулки-Борки
35. Стыпулки-Свенхы
36. Стыпулки-Шиманы
37. Франки-Домброва
38. Франки-Пяски

## Соседние гмины
1. Гмина Хорощ
2. Гмина Кулеше-Косцельне
3. Гмина Рутки
4. Гмина Соколы
5. Гмина Тыкоцин
6. Гмина Завады